# Yves Herbet
Yves Herbet   (Villers-Cotterêts, 17 d'agost de 1945 - Alèst, 28 de juny de 2024) va ser futbolista francès. Va formar part de l'equip francès a la Copa del Món de 1966.